# Себорга
Себорга (итал. Seborga, лиг. A Seborca) — деревня в итальянской провинции Империя. В средние века являлась феодальным княжеством.

## История
В 954 году территория Себорги была передана графами Вентимилья бенедиктинским монахам с острова Лерино. В 1079 году аббаты Леринского монастыря стали князьями Священной Римской империи, возглавив раннесредневековое княжество Себорга.
Название местности происходит от названия известной с 400 года античной крепости Каструм Сепулькри (лат. Castrum Sepulcri), которое позже изменилось на Sepulcri Burgum, затем на Serporca и в итоге превратилась в Seborga. В 954 году священники из Леринского аббатства (St. Honorat de Lernis) и основали храм Св. Михаила (итал. Chiesa di San Michele in Ventimiglia). 20 августа 954 года бенедиктинцы провозгласили это поселение княжеством, избрав его первым правителем аббата по имени Кристофер. В 954 году граф Guido Guerra di Ventimiglia основал крепость и занял большую территорию вокруг. Первыми феодалами здесь стали графы Вентимилья. Здесь базировалась религиозная секта катаров, которая затем получила распространение по близлежащим землям. Они боролось со светской властью Рима, поэтому владельцы надела были лишены права собирать налоги, что и привело к их нищете. Следование выбранному курсу привело к тому, что по рекомендациям архиепископа Арлийского феодальное владение Себорга перешло к монахам-бенедиктинцам из Санта-Онорато. В состав нового княжества вошла церковь Сан-Мишель в Вентимильи, а также обширные прилегающие территории. В то время монахи сами выбирали своего аббата, общим голосованием и согласно уставам. Он становился князем Себорги. Такой образец конституционной монархии, по мнению английских историков, был первым в мире. В 1079 году Себорга стала княжеством в составе Священной Римской империи.
В 1095 году Себорга обладала городом Аллассио и Галлинарским островом и участвовала в крестовом походе Бенедиктинцев. Себорга, известная в ту эпоху как «крепость с четырьмя башнями» (итал. Castello delle quatro Torri), в феврале 1117 года впервые имела честь принять у себя Св. Бернарда Клервоского, который присоединился здесь к своим собратьям Гондемару и Россалю, жившим ещё с 1133 года в Сито (Citeaux), где в течение 23 лет был расположен центр бенедиктинцев. Здесь, при правлении князя Эдуарда, Св. Бернард служил в храме Святой Петрониллы, в двухстах метрах от нынешнего кладбища и церкви позже названной его именем (San Bernardo Vecchio). В 1118 году князь-аббат Эдвард освятил девятерых первых тамплиеров как рыцарей Ордена святого Бернарда и княжество Себорга стало первым и единственным независимым Цистерцианским государством в истории. В 1127 году девять тамплиеров вернулись из Иерусалима в Себоргу. Святой Бернард ждал их и освятил Хуго де Пайнса, который стал первым великим магистром рыцарского ордена Святого Бернарда.
Рыцари Св. Бернарда, признанные и одобренные Папой Гонорием II в 1128 году (что вторично было подтверждено папской буллой в 1139 году) имели право избирать священников и епископов из своей среды и руководствоваться своими правилами, а также пользоваться рядом привилегий фискального характера и без каких-либо вмешательств извне выбирать своих Великих Магистров. Всего за всю историю этого ордена было 22 Магистра, и 15 из них становились правителями княжества.
С 1210 по 1255 год Себорга претерпела множество бедствий после того, как Папой Иннокентием III был издан указ против дуалистов Аквитании и Прованса, с которыми у княжества всегда были дружеские отношения.
В 1258 году приказом Великого Магистра ордена цистерцианцев Томмазо Берардом, уроженцем Себорги, был издан указ о переходе княжества под эгиду Аббатства Кассино и до 1579 года монахи — воины этого аббатства управляли этой страной, пока приказом Святого Престола не были переведены на остров Св. Онорато для защиты его от турецких кораблей.
При отце Басилио в 1580-х годах княжество снова перешло под протекторат цистерцианских монахов. Но разразившаяся война на десятилетия помешала процветанию монастыря Св. Михаила (итал. Convento di San Michele), самому княжеству и его синьорам. Пограничные страны, такие как Валлебона и Сан-Ремо, были присоединены Генуэзской Республикой, которая продолжала расширяться. Также на княжество выражали свои притязания и Сардиния, и Савойя, и Святой Престол.
В 1625 году, когда Себорга почти была присоединена к Савойе стараниями епископа Джованни Франческо Гандольфо, разразилась «Война за соль» между Савойей и Генуей, в результате которой, опираясь на независимую от Ватикана Австрию, Себорга легко добилась независимости и даже открыла в 1666 году свой монетный двор. Правда монеты эти были плохо встречены и не имели хождения в Сардинии и в Пьемонте. В 1686 году министр финансов Франции приказал закрыть монетный двор Себорги. Оппозиция организовала сопротивление этому решению, но ещё до того, как оно было подавлено, в 1688 году было решено в целях сохранения мира в стране подчиниться этому приказу, тем более что влияние Франции на Себоргу было велико.
При полной поддержке французского двора Герцог Савойский использовал любые способы, чтобы присоединить к себе Себоргу. Аббат монастыря Св. Гонорато Мейроне, не зная, как вести себя в такой политической ситуации, прибегнул к помощи главы доминиканцев Ниццы аббата Маршезанаи, при его посредничестве 31 января 1697 года в Ницце было подписано соглашение о продаже княжества герцогу Савойскому за 25 миллионов Савойских скудо, перечисленных в казну Себорги. Генуя же безуспешно пыталась оспорить это соглашение, даже прибегая к помощи Австрии, которая в итоге отказалась ей помочь, избегая конфликтов с Францией.
Неразбериха в государственной принадлежности Себорги началась 20 января 1729 года, когда в Париже в присутствии высших лиц Франции княжество Себорга со всеми прилегающими территориями было передано под протекторат Виктору Амедео II Савойскому, принцу Пьемонта и королю Сардинии (против этого в то время высказался Ватикан, которому принадлежала значительная часть объектов на территории Себорги). Но событие не было зарегистрировано ни в Королевстве Сардинии, ни в Доме Савойи. Позже, в 1748 году (договор Aquisgrana) Себорга не была включена в состав Республики Генуя. В 1770 году в списке, представленном Сардинией королю Австрии, Себорга значилась как Суверенное Княжество Священной Римской Империи. Себорга не зафиксирована на Венском конгрессе (1815 год), как часть Королевства Сардиния; также о ней нет упоминаний в Акте объединения Италии в 1861 году. 
В 1960-х годах у жителей Себорги возникла идея, что вхождение их земли в состав Италии не было юридически оформлено. В 1963 году Себорга объявила о своей независимости, что привлекло большое количество туристов и сделало деревню одним из самых известных «виртуальных государств». Итальянские власти не воспринимают эти претензии всерьёз, и конфликт развивается исключительно в декларативной плоскости.

### Известные князья Себорги
- (954) аббат Кристофер, аббат Альберто, граф Гвидо Гуэрра ди Вентимилья

- (1079) Оттоне и Коррадо и их мать Аделаида
- (1118, 1127) Эдуардо, вступил в орден тамплиеров
- 1156 — 2 января 1169 Бертран де Бланшфор
- 1210 — 26 августа 1218 Гильом де Шартр
- 1256 — 25 марта 1273 Тома Берар
- 1364—1394 Понче Ланче
- 1394—1403 Джованни граф Ласкари ди Вентимилья
- 1403—1424 Джованни Пеллидзон
- 1424—1452 Джорджо граф Ласкари ди Вентимилья
- 1452—1469 Микеле граф Ласкари ди Вентимилья
- 1469—1696 Никола граф Ласкари ди Вентимилья
- 1496—1523 Раньеро граф Ласкари ди Вентимилья
- 22 августа 1523 — 14 апреля 1532 Аугустине Гримальди
- 1534—1542 Франческо Буджи 1534
- 1542—1553 Иларио де Пескериис 1542
- 1553—1563 Никола Изоард ди ла Турбие 1553
- 1563—1583 Джероламо да Перуджа 1563
- 1583—1601 Басилио де Валлаурис 1583
- 1601—1611 Онорато да Таджа 1601
- 13 октября 1611—1617 Чезарио да Сан-Паоло
- 1617—1653 Теодоро да Грассе 1617
- С 1653 Джузеппе де Меиронет 1653
- (1666) Эдуардо, князь-аббат, основал монетный двор княжества
- С августа 1707 — Джузеппе Антонио Бьянкери

## Транспорт
Ближайшая железнодорожная станция находится в Бордигере.

## Город-побратим
- Лескарен (Франция, c 2003 года)

## Руководители Себорги
Список князей см. в статье Княжество Себорга
Список мэров (Sindaco) с 1985 г.:
- 1985—1990 Вальтер Феррари от Христианско-демократической партии
- 1990—1995 Бруно Семерия от Итальянской социалистической партии
- 1995 — ноябрь 1996 Бруно Семерия
- ноябрь 1996—2001 Давиде Гоццини
- 2001—2011 Франко Фольярини
- С 2011 Энрико Иларьюцци